# 双果荠
双果荠（学名：Megadenia pygmaea）为十字花科双果荠属下的一个种。